# Kainuunjärvi (Gällivare socken, Lappland, 748901-174775)
Kainuunjärvi är en sjö i Gällivare kommun i Lappland och ingår i Kalixälvens huvudavrinningsområde. Sjön har en area på 0,385 kvadratkilometer och ligger 353,1 meter över havet.

## Delavrinningsområde
Kainuunjärvi ingår i det delavrinningsområde (748592-174850) som SMHI kallar för Ovan Runnarjoki. Medelhöjden är 365 meter över havet och ytan är 11,6 kvadratkilometer. Räknas de 2 avrinningsområdena uppströms in blir den ackumulerade arean 50,75 kvadratkilometer. Ängesån (Vettasjoki) som avvattnar avrinningsområdet har biflödesordning 3, vilket innebär att vattnet flödar genom totalt 3 vattendrag innan det når havet efter 222 kilometer. Avrinningsområdet består mestadels av skog (70 procent) och sankmarker (13 procent). Avrinningsområdet har 1,11 kvadratkilometer vattenytor vilket ger det en sjöprocent på 9,6 procent.